# Олександр Владиславович Немирич
Олекса́ндр Владисла́вович Неми́рич (1708–1723) — руський (український) шляхтич з роду Немиричів, гербу Клямри.

## Відомості
Олександр Немирич — син новоселецького старости Владислава Стефановича Немирича.
У 1708 році обіймав уряд стольника мозирського, згадується власником села Кисоричі. 1716 року підписувався, як Олександр на Олевську Немирич, обіймав уряд підсудка земського київського. Тоді ж почав орендувати частину Рокитного у київського підкоморія Юрія-Андрія Чаплича-Шпанівського. Наступного року, вступив у тяжбу за цей маєток, зокрема з його матір'ю Варварою Юріївною Немиричівною та дружиною Францишкою Романівною Ленкевичівною, а в 1723 році із її синами — Маркіяном, Олександром та Людвиком Чапличами-Шпанівськими.
Станом на 1719 рік обіймав уряди підсудка земського київського та старости гадяцького, тобто мав політичний вплив, як у Речі Посполитій, так і Війську Запорозькому.